# Cirsium subgriseum
Cirsium subgriseum là một loài thực vật có hoa trong họ Cúc. Loài này được Petr. mô tả khoa học đầu tiên năm 1917.